# Kinema Junpō
Kinema Junpō (キネマ旬報?), numită frecvent Kinejun (キネ旬?), este una dintre primele reviste de cinema și cea mai veche revistă de cinema care apare în prezent în Japonia. Ea este publicată începând din 11 iulie 1919 de editura Kinema Junpo-sha.
În afara Japoniei, revista este cunoscută mai ales ca instituția care acordă anual (cu excepția perioadei 1943-1945) prestigioasele premii naționale de film denumite Premiul Kinema Junpō, care a fost decernat într-un format apropiat de cel modern încă din 1926 (în anii 1924-1925 premiul a fost acordat „celui mai bun film artistic străin” și „celui mai bun film de divertisment străin”) și este cel mai vechi premiu cinematografic din lume.

## Istoric și profil
Revista a fost fondată de un grup de patru studenți ai Facultății de Arhitectură de la Institutul Tehnologic din Tokyo (care se numea atunci Școala de Înalte Studii Tehnice din Tokyo), condus de Saburō Tanaka. În prima lună de apariție a fost publicat de trei ori în zilele care conțineau cifra „1”. Primele trei numere au fost tipărite alb-negru, pe hârtie fină, și aveau câte patru pagini fiecare; pagina de titlu a primului număr conținea portretele actrițelor Lillian Gish și Margarita Fischer.
Kinejun s-a specializat inițial în publicarea de recenzii doar a filmelor străine, în special datorită faptului că fondatorii și primii autori ai acesteia au aderat la principiile „cinematografiei pure” și criticau puternic cinematografia japoneză contemporană, care era formată la acea vreme din spectacole filmate ale teatrelor kabuki și shinpa. Tematica revistei s-a extins ulterior prin includerea filmelor autohtone. Deși Kinema Junpō s-a poziționat mult timp ca o publicație de critică de film, ea a devenit ulterior o revistă generală de cinema, prezentând industria cinematografică japoneză și anunțând apariția filmelor noi și a tendințelor noi în arta cinematografică.
Revista a fost publicată inițial de trei ori pe lună, o dată la zece zile (folosind vechiul sistem Jun (旬) de împărțire a lunilor în trei decade existent în calendarul japonez), în zilele de 1, 11 și 21 ale lunii. Cu toate acestea, după cel de-al Doilea Război Mondial, revista a început să apară mai rar, o dată la două săptămâni.
După ce clădirea redacției revistei din Tokyo a fost distrusă în 1923 de Marele Cutremur din Câmpia Kantō, revista Kinejun a continuat să fie redactată în birourile temporare din orașele Ashiya și Nishinomiya din prefectura Hyōgo până când și-a stabilit un nou sediu central la Tokyo.
La începutul anului 1940, în contextul celui de-al Doilea Război Mondial, supunându-se cererii „ușor insistente” a guvernului pentru consolidarea și „reglementarea” mass-mediei, redacția revistei a eliminat termenul de împrumut occidental Kinema Junpō („Bisăptămânalul de cinema”) din numele său, redenumind-o Eiga Junpō („Bisăptămânalul de film”), nume care suna mai japonez, dar, cu toate acestea, a revenit mai târziu la numele care era deja familiar cititorilor.

## Top 10 Kinema Junpō

### Cele mai bune 10 filme japoneze ale tuturor timpurilor (2009)
| #  | Film                                  | An   |
| -- | ------------------------------------- | ---- |
| 1  | Tokyo Story                           | 1953 |
| 2  | Cei șapte samurai                     | 1954 |
| 3  | Floating Clouds                       | 1955 |
| 4  | Sun in the Last Days of the Shogunate | 1957 |
| 5  | Battles Without Honor and Humanity    | 1973 |
| 6  | Twenty-Four Eyes                      | 1954 |
| 7  | Rashomon                              | 1950 |
| 8  | The Million Ryo Pot                   | 1935 |
| 9  | Taiyō o Nusunda Otoko                 | 1979 |
| 10 | The Family Game                       | 1983 |

### Cele mai bune 10 filme nejaponeze ale tuturor timpurilor (2009)
| #  | Film                          | An   |
| -- | ----------------------------- | ---- |
| 1  | Nașul                         | 1972 |
| 2  | Poveste din cartierul de vest | 1961 |
| 2  | Șoferul de taxi               | 1976 |
| 4  | Al treilea om                 | 1949 |
| 5  | À bout de souffle             | 1960 |
| 5  | The Wild Bunch                | 1969 |
| 7  | 2001: Odiseea spațială        | 1968 |
| 8  | Vacanță la Roma               | 1953 |
| 8  | Blade Runner                  | 1982 |
| 10 | Diligența                     | 1939 |
| 10 | Les Enfants du Paradis        | 1945 |
| 10 | La Strada                     | 1954 |
| 10 | Amețeala                      | 1958 |
| 10 | Lawrence al Arabiei           | 1962 |
| 10 | Il conformista                | 1970 |
| 10 | Apocalypse Now                | 1979 |
| 10 | El Sur                        | 1983 |
| 10 | Gran Torino                   | 2008 |

### Cele mai bune 10 filme japoneze de animație ale tuturor timpurilor (2009)
| #  | Film                                                              | An   |
| -- | ----------------------------------------------------------------- | ---- |
| 1  | The Castle of Cagliostro                                          | 1979 |
| 2  | Nausicaä of the Valley of the Wind                                | 1984 |
| 3  | Vecinul Totoro                                                    | 1988 |
| 4  | Crayon Shin-chan: The Storm Called: The Adult Empire Strikes Back | 2001 |
| 5  | Akira                                                             | 1988 |
| 6  | The Wonderful World of Puss 'n Boots                              | 1969 |
| 7  | The Tale of the White Serpent                                     | 1958 |
| 7  | Hols: Prince of the Sun                                           | 1968 |
| 7  | Urusei Yatsura 2: Beautiful Dreamer                               | 1984 |
| 10 | Castle in the Sky                                                 | 1986 |
| 10 | Grave of the Fireflies                                            | 1988 |
| 10 | Summer Days with Coo                                              | 2007 |
| 10 | Summer Wars                                                       | 2009 |

### Cele mai bune 10 filme nejaponeze de animație ale tuturor timpurilor (2010)
| #  | Film                               | An   |
| -- | ---------------------------------- | ---- |
| 1  | Fantasia                           | 1940 |
| 2  | Coșmar înainte de Crăciun          | 1993 |
| 3  | Albă ca Zăpada și cei șapte pitici | 1937 |
| 4  | Le Roi et l'oiseau                 | 1980 |
| 5  | Hedgehog in the Fog                | 1975 |
| 6  | Mr. Bug Goes to Town               | 1941 |
| 7  | Povestea jucăriilor                | 1995 |
| 8  | Deasupra tuturor                   | 2009 |
| 8  | The Man Who Planted Trees          | 1987 |
| 10 | Uriașul de fier                    | 1999 |
| 10 | The Wrong Trousers                 | 1993 |

### Topul vedetelor de cinema și regizorilor secolului al XX-lea

#### Japonezi
| #  | Actor                           | #   | Actriță                     | #   | Regizor                       |
| -- | ------------------------------- | --- | --------------------------- | --- | ----------------------------- |
| 1. | Toshirō Mifune (1920-1997)      | 1.  | Setsuko Hara (1920-2015)    | 1.  | Akira Kurosawa (1910-1998)    |
| 2. | Yujiro Ishihara (1934-1987)     | 2.  | Sayuri Yoshinaga (1945-)    | 2.  | Yasujirō Ozu (1903-1963)      |
| 3. | Masayuki Mori (1911-1973)       | 3.  | Machiko Kyō (1924-)         | 3.  | Kenji Mizoguchi (1898-1956)   |
| 4. | Ken Takakura (1931-2014)        | 4.  | Hideko Takamine (1924-2010) | 4.  | Keisuke Kinoshita (1912-1998) |
| 5. | Chishū Ryū (1904-1993)          | 5.  | Kinuyo Tanaka (1909-1977)   | 5.  | Mikio Naruse (1905-1969)      |
| 6. | Ichikawa Raizō VIII (1931-1969) | 6.  | Isuzu Yamada (1917-2012)    | 6.  | Yoji Yamada (1931-)           |
| 7. | Tsumasaburō Bandō (1901-1953)   | 7.  | Masako Natsume (1957-1985)  | 7.  | Kinji Fukasaku (1930-2003)    |
| 7. | Shintaro Katsu (1931-1997)      | 8.  | Keiko Kishi (1932-)         | 7.  | Kon Ichikawa (1915-2008)      |
| 9. | Kiyoshi Atsumi (1928-1996)      | 8.  | Ayako Wakao (1933-)         | 7.  | Nagisa Oshima (1932-2013)     |
| 9. | Hisaya Morishige (1913-2009)    | 10. | Sumiko Fuji (1945-)         | 7.  | Tomu Uchida (1898-1970)       |
| 9. | Yorozuya Kinnosuke (1932-1997)  | 10. | Shima Iwashita (1941-)      | 11. | Hayao Miyazaki (1941-)        |

#### Străini
| #  | Actor                       | #  | Actriță                      | #   | Regizor                      |
| -- | --------------------------- | -- | ---------------------------- | --- | ---------------------------- |
| 1. | Gary Cooper (1901-1961)     | 1. | Audrey Hepburn (1929-1993)   | 1.  | Alfred Hitchcock (1899-1980) |
| 2. | Charlie Chaplin (1889-1977) | 2. | Marilyn Monroe (1926-1962)   | 2.  | Federico Fellini (1920-1993) |
| 2. | John Wayne (1907-1979)      | 3. | Ingrid Bergman (1915-1982)   | 3.  | John Ford (1894-1973)        |
| 4. | Marlon Brando (1924-2004)   | 4. | Vivien Leigh (1913-1967)     | 4.  | Charlie Chaplin (1889-1977)  |
| 4. | Alain Delon (1935-)         | 5. | Marlene Dietrich (1901-1992) | 4.  | Jean-Luc Godard (1930-)      |
| 4. | Jean Gabin (1904-1976)      | 6. | Grace Kelly (1929-1982)      | 4.  | Steven Spielberg (1946-)     |
| 7. | Humphrey Bogart (1899-1957) | 7. | Françoise Arnoul (1931-)     | 4.  | Billy Wilder (1906-2002)     |
| 7. | Steve McQueen (1930-1980)   | 7. | Bette Davis (1908-1989)      | 8.  | Luchino Visconti (1906-1976) |
| 9. | Sean Connery (1930-2020)    | 7. | Jodie Foster (1962-)         | 9.  | Stanley Kubrick (1928-1999)  |
| 9. | Paul Newman (1925-2008)     | 7. | Greta Garbo (1905-1990)      | 10. | Luis Buñuel (1900-1983)      |
|    |                             | 7. | Anna Karina (1940-2019)      |     |                              |
|    |                             | 7. | Jeanne Moreau (1928-2017)    |     |                              |
|    |                             | 7. | Romy Schneider (1938-1982)   |     |                              |
|    |                             | 7. | Elizabeth Taylor (1932-2011) |     |                              |

## Premii decernate anual
Revista Kinema Junpō decernează anual premii la zece categorii:
- cel mai bun film
- cel mai bun regizor
- cel mai bun film străin
- cel mai bun regizor străin
- cel mai bun actor
- cea mai bună actriță
- cel mai bun actor în rol secundar
- cea mai bună actriță în rol secundar
- cel mai bun actor nou
- cea mai bună actriță nouă